# Trade turístico
O Trade Turístico é o conjunto de equipamentos da super-estrutura constituintes do produto turístico.
Caracterizados com meios de hospedagem, bares e restaurantes, Centros de Convenções e Feiras de Negócios, agências de viagens e turismo, empresas de transporte, lojas de suvenir’s e todas as atividades comerciais periféricas ligadas direta ou indiretamente a atividade turística.